# Juice Wrld
Џаред Ентони Хигинс (енгл. Jarad Anthony Higgins; Чикаго, 2. децембар 1998 — Оук Лон, 8. децембар 2019), познат и под уметничким именом Juice Wrld (стилизовано: Juice WRLD; чита се: Ђус Ворлд), био је амерички репер, певач и текстописац. Хигинс је започео своју каријеру као независни уметник 2015. Најзначајнији је по хитовима All Girls Are the Same и Lucid Dreams којима је стекао музички уговор с продукцијским кућама „Грејд Еј продакшонс” (Лила Бибија) и „Интерскоуп рекордс”. Песме су уврштенe на његов троструко платинасти деби албум Goodbye & Good Riddance (2018), заједно са сингловима " All Girls Are The Same ", " Lean with me ", " Wasted " и " Armed and Dangerous ", који су сви били на топ листама. Хот 100. Затим је сарађивао са Future-oм на миксејпу Wrld on Drugs (2018), а 2019. је објавио свој други албум, Deathrace for Love ; садржао је хит сингл " Robbery " и постао је Хигинсов први деби број један на америчком Билборду 200 .
Дана 8. децембра 2019, у 21. години живота, доживео је епилептички напад на чикашком аеродрому Мидвеј, а потом је хитно превезен у болницу, где је умро. Као узрок смрти наведени су прекомерна доза оксикодона и кодеина у организму.
Његов први постхумни албум, Legends Never Die (2020), поклопио је рекорде на листи за најуспешнији постхумни деби и за већину америчких најбољих десет записа са једног албума, док је сингл „ Come & Go “ (са Марсхмелом) постао Хигинсова друга песма. достићи друго место на Хот 100. Његов други постхумни албум, Fighting Demons, објављен је 2021. заједно са документарним филмом Juice Wrld: Into the Abyss и садржао је сингл за 20 најбољих песма у САД „ Already Dead “.

## Биографија
Џарад Ентони Хигинс је рођен 2. децембра 1998. у Чикагу, Илиноис . Одрастао је у јужном предграђу проводећи детињство у парку Калумет . Касније се преселио у Хоумвуд, где је похађао средњу школу и дипломирао 2017. Његови родитељи су се развели када је имао три године, отац је отишао, остављајући мајку да одгаја њега и старијег брата као самохрани родитељ . Хигинсов отац је умро у јуну 2019. Хигинсова мајка је била веома религиозна и конзервативна и није му дала да слуша хип хоп. Дозвољено му је да слуша рок и поп музику, међутим, упознат је са уметницима као што су Били Ајдол, Блинк-182, Black Sabbath, Fall Out Boy и Megadeth кроз видео игрице као што су Guitar Hero.
Научио је да свира клавир са четири године, инспирисан својом мајком Кармелом Волас, која је касније почела да плаћа часове. У другој години средње школе почео је да објављује песме на СоундЦлоуд -у које је снимио на свом паметном телефону. Отприлике у то време, Хигинс је почео озбиљније да схвата реповање.

### 2015–2017: Почеци, уговор о снимању и рани пројекти
Хигинс се као уметник развио у првој години средње школе. Његова прва песма, "Форевер", објављена је на СоундЦлоуд- у 2015. „Тоо Much Cash“, Хигинсова прва нумера коју је продуцирао чести сарадник Ник Мира, објављена је 2017. Док је објављивао пројекте и песме на СоундЦлоуд-у, Хигинс је радио у фабрици, али је био незадовољан послом; отпуштен је у року од две недеље. Након што се придружио интернет колективу Интернет Монеи, Хигинс је 15. јуна 2017. објавио свој дебитантски дугометражни ЕП, 9 9 9, са песмом „ Луцид Дреамс “ која је пробила и повећала број његових пратилаца. Хигинс је такође кратко наступао под именом Јуице почетком 2017.

### 2017–2018:Goodbye & Good Riddanceand WRLD Domination Tour
У децембру 2017, Хигинс је објавио ЕП са три песме Нотхингс Дифферент . Пројекат је покрио хип-хоп блог Lyrical Lemonade, са Хигинсовом нумером „ All Girls Are The Same “ која је постала популарна кроз пост на блогу. Пратећи музички спот у режији Кола Бенета објављен је у фебруару 2018. Након објављивања видеа, Interscope Records је потписао уговор са Хигинсом за 3 милиона долара .„All Girls Are the Same“ и „Lucid Dreams“ биле су Хигинсове прве ставке на било којој Билборд листи, дебитујући на Хот 100 на 92. односно 74. месту.
Дана 4. маја 2018. „Lucid Dreams“ је званично објављен као сингл и праћен музичким спотом који је режирао Коул Бенет, слично као и „All Girls are the same“. Досегла је друго место на Хот 100  и брзо је постала једна од песама са највише стриминга у 2018; остаје његова песма са највећим бројем стримова, достижући преко милијарду стримова на Спотифају до јануара 2020. "Lucid Dreams" је пратио " Lean with me " 22. маја, који је достигао 68. место на Хот 100; Хигинсов деби албум пуне дужине, Goodbze & Good Riddance, који је укључивао његова три претходна сингла, објављен је следећег дана. Овај албум му је донео велико признање и похвале, заједно са тиме што га је учврстио као звезду у успону у САД. 19. јуна објавио је ЕП са две песме под називом Тоо Soon.. у знак сећања на преминуле репере Лил Пееп-a и XXXTentacion-a . Лил Пееп је умро од предозирања 2017, а XXXTentacion је убијен 18. јуна 2018, дан пре него што је пројекат објављен. Песма „ Legends “ са ЕП-а дебитовала је на 65. месту Хот 100  и достигла врхунац на 29. месту годину дана касније након Хигинсове смрти.
" Wasted " са Лил Узи Вертом је објављен 10. јула; то је био Хигинсов први сингл са сарадњом и једина песма на Goodbye & Good Riddance са истакнутим гостом. Дебитовао је на броју 68 на Хот 100 и достигао врхунац на 67 у својој другој недељи на листи. 11. јула Хигинс је објавио да ради на свом следећем албуму. 20. јула, Хигинс је најавио своју прву турнеју, WRLD Domination.

### 2018–2019:Wrld on DrugsиDeath Race for Love
Песма Трависа Скота "No Bystanders", са његовог трећег студијског албума, Astroworld, укључивала је Хигинса и Шека Веса . Песма је заузела 31. место на Билборд Хот 100. 15. октобра је објављен музички спот за песму „ Armed аnd Dangerous “  након чега је уследио главни сингл „ Fine China “ из колаборативног микстејпа Wrld on Drugs. Сарађивао је са америчком певачицом Seezyn за песму „Hide“ из филма Спајдермен: Нови свет и његову музику, а обе су објављене 14. децембра 2018.

### Постхумна издања
Хигинсово прво постхумно појављивање било је на Еминемовом једанаестом студијском албуму Music to Be Murdered By на нумери „ Godzilla “, објављеној 17. јануара 2020. „Годзила“ је био на трећем месту Хот 100  и на првом месту UK Singles Chart. Чланови његове породице и тима Граде А Продуцтионс су 22. јануара на Хигинсовом Инстаграм налогу објавили најаву којом су се захвалили фановима на обожавању Хигинса и потврдили њихову намеру да објаве музику на којој је радио у време своje смрти.
Дана 6. јула је објављено да је наслов Хигинсовог првог постхумног албума промењен у Legends Never Die. Између најаве албума и његовог објављивања, објављене су две сингл сарадње; " Life's а Mess " са Xoлси  и " Come & Go " са Марсхмеллоом . Албум је објављен 10. јула, са 21 песмом . Албум је дебитовао на првом месту Билборд 200. Пет његових песама стигло је међу првих 10 Хот 100 недеље која се завршава 25. јула. Хигинс је трећи уметник који је постигао овај подвиг; остали уметници су Битлси и Дрејк .
Дана 11. новембра, Хигинсово представници су објавили да ће његов други постхумни албум, Fighting Demons, који је део документарног филма Juice Wrld: Into the Abyss, бити објављен 10. децембра  Албум су пратила три сингла: " Already Dead", " Wandered to LA " са Џастином Бибером и " Girl of My Dreams" са Сугом из БТС-а . Прва нумера је објављена 12. новембра, друга 3. децембра, а трећа 10. децембра  Дана 16. децембра, Juice Wrld: Into the Abyss је објављен на HBO Маx-у. Филм рефлектује Хигинсову борбу са менталним здрављем и злоупотребом супстанци кроз коришћење архивских снимака, поред интервјуа са Хигинсовим пријатељима, породицом и сарадницима.

## Смрт
Хигинс је 8. децембра 2019. био у приватном авиону Гулфстрим који је летео са аеродрома Ван Најс у Лос Анђелесу до међународног аеродрома Мидвеј у Чикагу. Службеници реда чекали су да стигне авион, након што су их федерални агенти, док је лет био на путу, обавестили да сумњају да у авиону има оружја и дроге. Службеници за спровођење закона су касније открили да су пронашли 70 lb (32 kg) марихуане у авиону и рекао је да им је неколико чланова Хигинсовог менаџерског тима на лету рекло да је Хигинс узео „неколико непознатих пилула“, укључујући наводно гутање више Перкоцет пилула како би их сакрио док је полиција била у авиону претражујући пртљаг.
Полицији Чикага речено је да је мушкарац (Хигинс) претрпео хитну медицинску помоћ око 2:00 по локалном времену (8:00 ГМТ). Хигинс је превезен у оближњи медицински центар Адвокат Крист у Оук Лоуну, где је проглашен мртвим. Медицинска канцеларија округа Кук првобитно је утврдила да је узрок смрти непознат. Међутим, 22. јануара 2020. медицински истражитељ округа Кук је изјавио да је Хигинс умро од последица токсичних нивоа оксикодона и кодеина присутних у његовом систему. Хигинсова сахрана одржана је 13. децембра 2019. године у Саборној цркви Светог храма Господњег у Христу у Харвију, Илиноис . Пријатељи и породица су били присутни, укључујући сараднике Ski Mask-a и Young Thug-a.

## Дискографија

### Студијски албуми
| Goodbye & Good Riddance                                                        | - Објављен: 23. мај 2018. - Издавачке куће: Grade A, Interscope - Формати: плоча, дифитално преузимање, стриминг            | 4 | 3 | 3 |
| Death Race for Love                                                            | - Објављен: 8. март 2019. - Издавачке куће: Grade A, Interscope - Формати: CD, плоча, дигитално преузимање, стриминг        | 1 | 1 | 1 |
| Legends Never Die                                                              | - Oбјављен: 10. јул 2020. - Издавачке куће: Grade A, Interscope - Формати: CD, плоча, касета, дигитално преузимање, стиминг | 1 | 1 | 1 |
| Fighting Demons                                                                | - Објављен: 10. децембар 2021. - Издавачке куће: Grade A, Interscope - Формати: CD, плоча, дигитално преузимање, стриминг   | 2 | 1 | 1 |
| The Party Never Ends                                                           | - Објављен: 29. новембар 2024. - Издавачке куће: Grade A, Interscope - Формати: CD, плоча, дигитално преузимање, стриминг   | — | — | — |
| "—" значи да албум није доспео на листе или није био објављен на том подручју. | |   |   |   |

### Микстејпови
| Наслов                                                                         | Детаљи | Највиша позиција на листи | Највиша позиција на листи | Највиша позиција на листи |
| Наслов                                                                         | Детаљи | САД                       | САД R&B/Hip-Hop           | САД Реп                   |
| ------------------------------------------------------------------------------ | --- | ------------------------- | ------------------------- | ------------------------- |
| Wrld on Drugs (са Future-ом)                                                   | - Објављен: 19. октобар 2018. - Издавачке куће: Interscope, Grade A, Epic, Freebandz - Формат: касета, дигитално преузимање | 2                         | 1                         | 1                         |
| "—" значи да албум није доспео на листе или није био објављен на том подручју. | |                           |                           |                           |

### EP-еви
| Наслов          | Детаљи                                                                                                   |
| --------------- | --- |
| JuiceWrld 9 9 9 | - Објављен: 15. јун 2017. - Издавачка кућа: самостално - Формат: стриминг                                |
| Too Soon..      | - Објављен: 19. јун 2018. - Издавачке куће: Grade A, Interscope - Format: стриминг, дигитално преузимање |
| The Pre-Party   | - Објављен: 9. септембар 2024. - Издавачке куће: Grade A, Interscope - Формат: стриминг                  |

## Филмографија
| Година | Наслов                     | Улога                    | Ref.   |
| ------ | -------------------------- | ------------------------ | ------ |
| 2021.  | Јuice Wrld: Into the Abyss | Он сам (архивски снимак) | [ 74 ] |

## Дискографија
Студијски албуми
- Goodbye & Good Riddance (2018)
- Death Race for Love (2019)
- Legends Never Die (2020)
- Fighting Demons (2021)